# Forschungsinstitut für Kraftfahrwesen und Fahrzeugmotoren Stuttgart

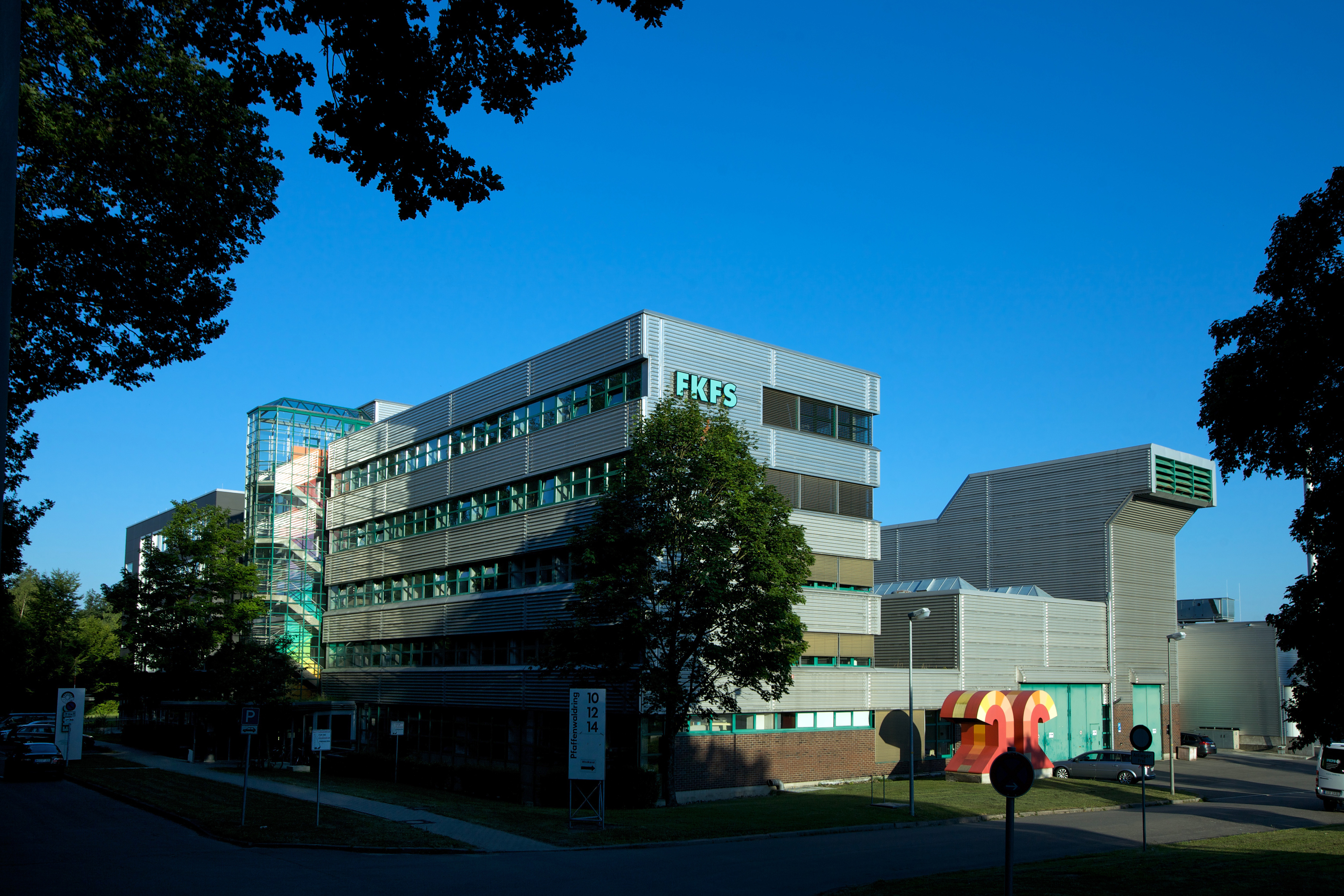
Institutsgebäude des FKFS im Pfaffenwaldring 12, Stuttgart

Das Forschungsinstitut für Kraftfahrwesen und Fahrzeugmotoren Stuttgart (FKFS) wurde 1930 als unabhängiges Forschungsinstitut gegründet und ist seither als Ingenieurdienstleister und Partner der internationalen Automobil- und Zuliefererindustrie tätig. Die Geschäftsbereiche sind Fahrzeugtechnik (Automotive Engineering), Fahrzeugmechatronik (Automotive Mechatronics) und Fahrzeugantriebssysteme (Automotive Powertrain Systems).

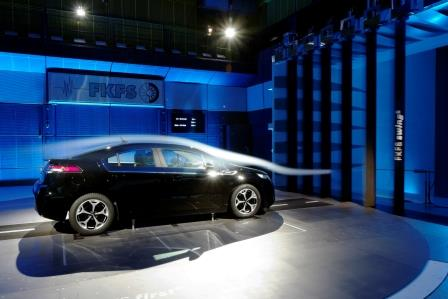
Messstrecke im Fahrzeugwindkanal

Das Institut ist eine unabhängige Stiftung des bürgerlichen Rechts mit Sitz in Stuttgart. Das FKFS kooperiert eng mit dem Institut für Fahrzeugtechnik Stuttgart IFS der Universität Stuttgart.

## Arbeitsschwerpunkte

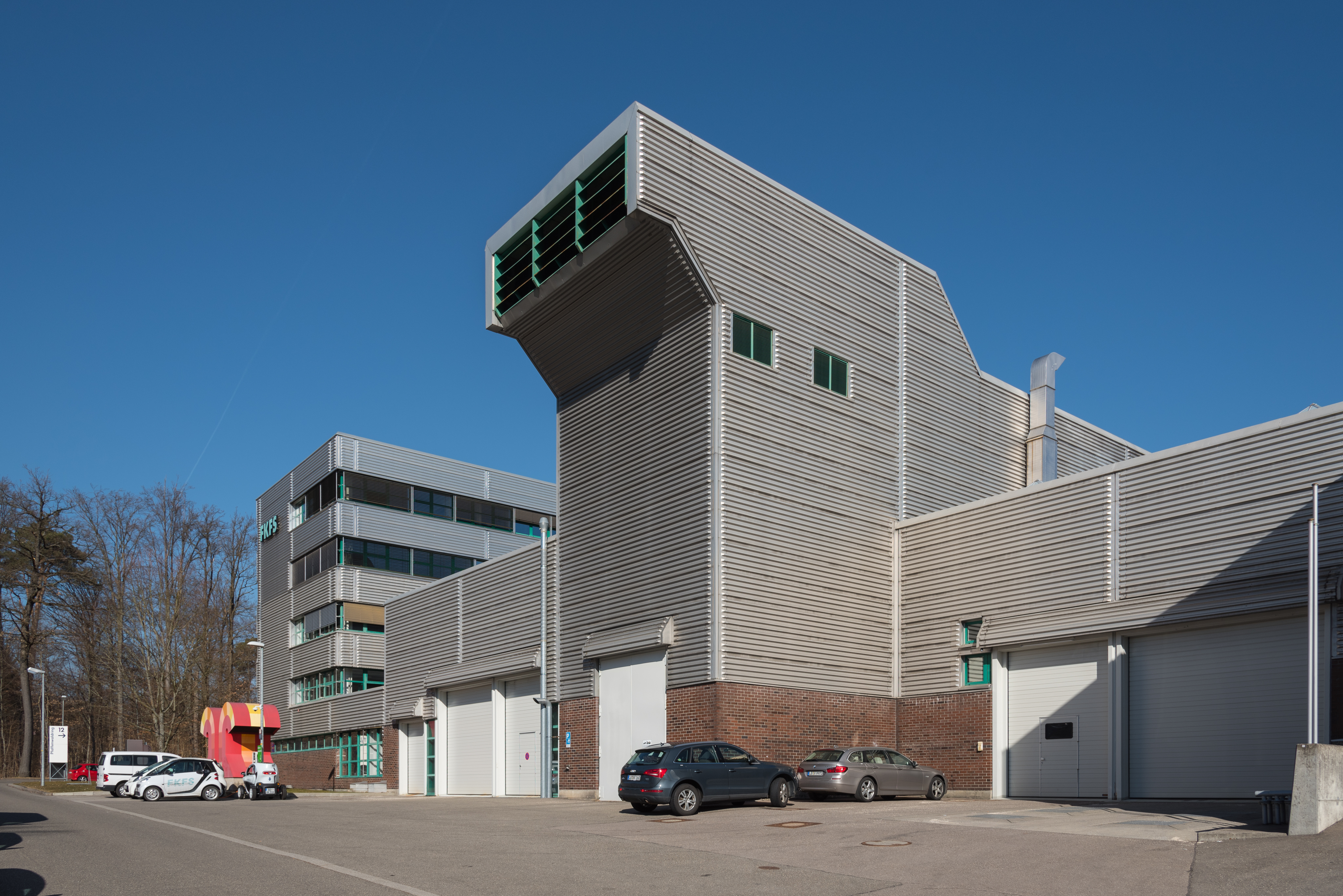

| Fahrzeugtechnik / Automotive Engineering               | Fahrzeugmechatronik / Automotive Mechatronics | Fahrzeugantriebssysteme / Automotive Powertrain Systems |
| ------------------------------------------------------ | --------------------------------------------- | ------------------------------------------------------- |
| Fahrzeugdynamik & Fahrwerksfunktionen, Thermowindkanal | Software                                      | Technologie-Bewertung & Versuch                         |
| Aerodynamik & Thermomanagement                         | Elektronik                                    | Antriebsversuch & Akustik                               |
| Aeroakustik & NVH                                      | Mobilität                                     | Künstliche Intelligenz & Simulation                     |
| Fahrzeugwindkanal                                      | Mechatronik-Labor                             | 3D virtuelle Motorenentwicklung                         |
| Modellwindkanal, Windkanaltechnologie                  |                                               | Antriebsprüffeld & Werkstatt                            |

## Vorstand

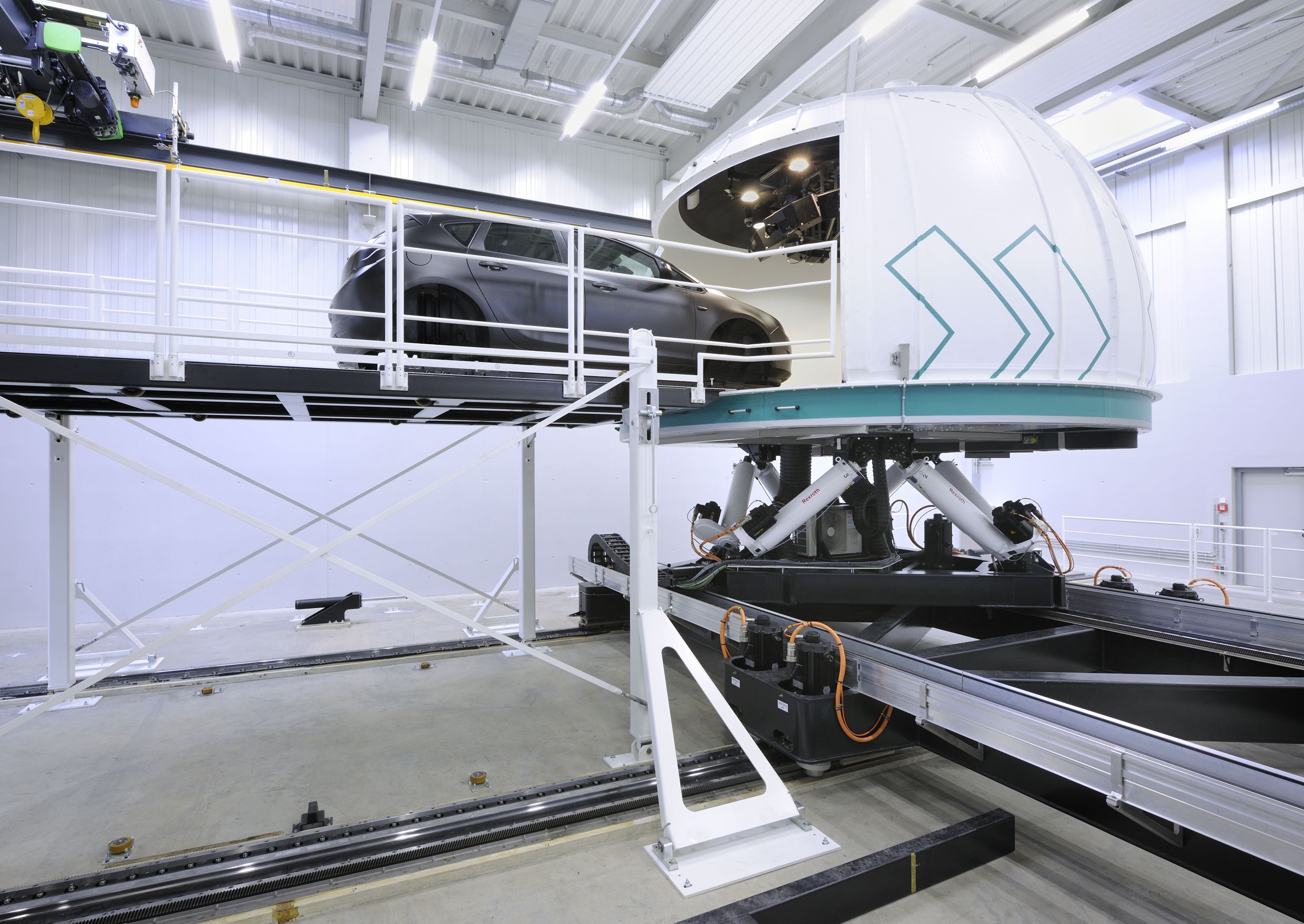
Stuttgarter Fahrsimulator

Je ein Vorstand ist für die Bereiche Kraftfahrwesen (seit 2019 Andreas Wagner), Kraftfahrzeugmechatronik (seit 2004: Hans-Christian Reuss) und Fahrzeugantriebssysteme (seit 2022: André Casal Kulzer) zuständig.

## Leistungen
Das FKFS ist ein hochentwickelter Ingenieurdienstleister der internationalen Automobilindustrie und eine unabhängige Forschungseinrichtung zugleich.
Etwa 180 Mitarbeiter führen Forschungs- und Entwicklungsprojekte in den Bereichen Antriebssysteme, Fahrzeug, Fahrzeugmechatronik und Elektromobilität durch. Der Jahresumsatz lag 2023 bei ca. 25 Mio. Euro.
Das Forschungsinstitut verfügt über eine Vielzahl an hoch spezialisierten Prüfständen. Eigene, am FKFS entwickelte Mess-, Prüf- und Simulationsverfahren ermöglichen die Lösung komplexer Problemstellungen der Automobilentwicklung. Das Institut betreibt einen aeroakustischen 1:1 Fahrzeugwindkanal – einen der modernsten der Welt – mit Straßenfahrtsimulation durch ein 5-Band-System sowie einen 1:4 und 1:5 Modellwindkanal, die ebenfalls mit Straßenfahrtsimulation ausgerüstet sind. Ein Thermowindkanal und spezielle Messfahrzeuge erlauben Fahrdynamik- und Verschmutzungsuntersuchungen sowie Messungen zu Fahrleistung und Verbrauch. Für Untersuchungen zur Fahrzeugakustik und Schwingungen stehen ein servohydraulischer 4-Stempel-Prüfstand, ein Fahrzeuggeräusch-Prüfstand und ein Laser-Scanning-Vibrometer zur Verfügung.
Europas größter Fahrsimulator an einer Forschungseinrichtung wurde 2014 in Betrieb genommen.

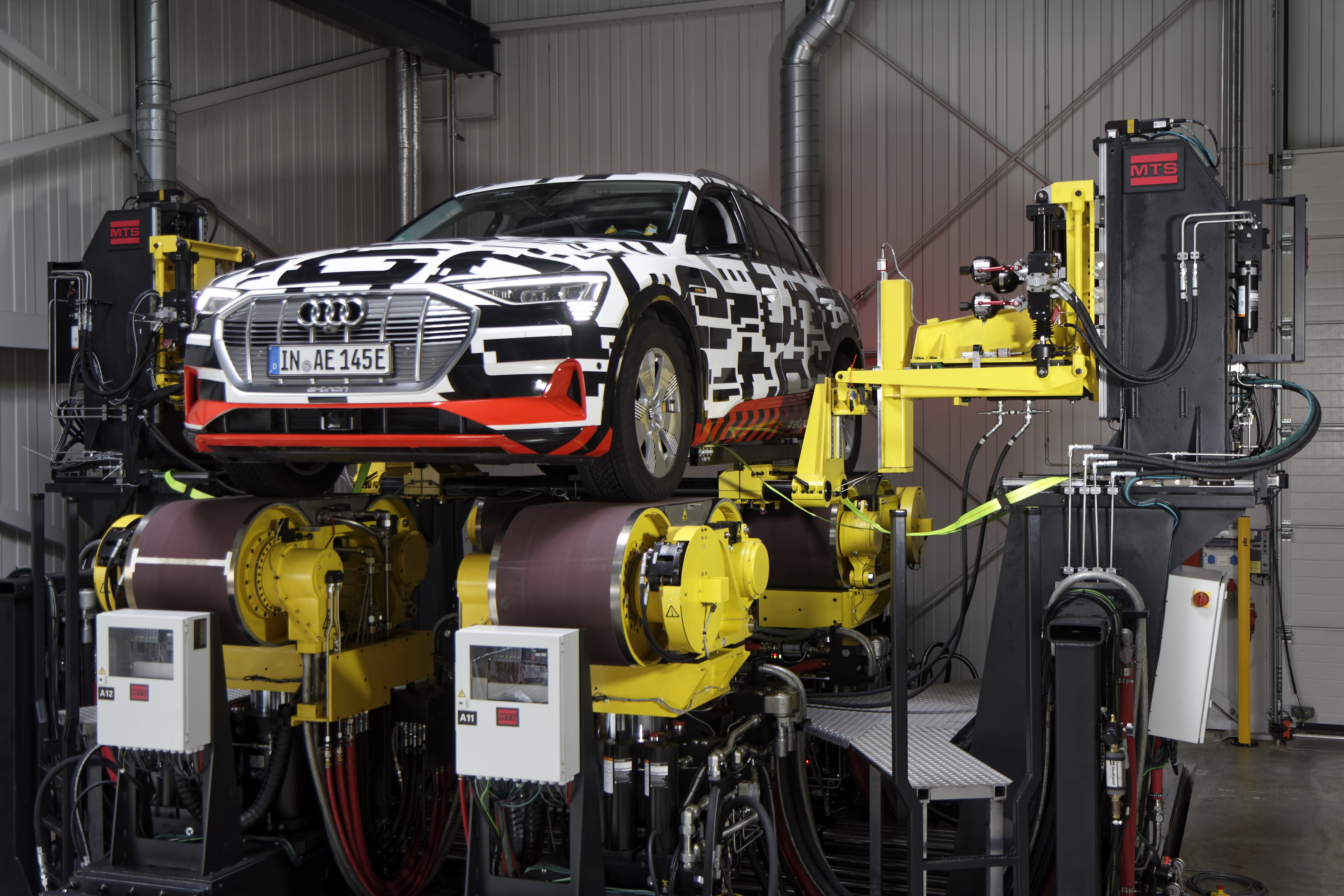
Der 2019 eingeweihte Fahrzeugdynamikprüfstand (Handling Roadway)

Im Bereich Fahrzeugantriebe stehen zahlreiche Standard- und Instationärprüfstände bereit, deren Leistungsspektrum von einem Kleinmotorenprüfstand mit 12 kW und 30.000 min-1 bis zu einem Nfz-Motorenprüfstand mit 700 kW und 3.700 min-1 reicht. Außerdem verfügt das Institut über einen Antriebsstrang- und Hybridprüfstand mit Bordnetzsimulation. Testsysteme für vernetzte Kfz-Elektronik, Steuergeräte-Softwareentwicklung, Entwicklung von Simulatoren und neuer Software-Werkzeuge sind die Schwerpunkte des Bereichs Fahrzeugmechatronik.
Seit Mai 2019 verfügt das Institut über einen weiteren Hochleistungs-Elektroantriebsstrang-Prüfstand und betreibt gemeinsam mit dem Institut für Fahrzeugtechnik Stuttgart (IFS) der Universität Stuttgart einen Hybridmotorenprüfstand und einen Fahrzeugdynamikprüfstand (Handling Roadway).
Im September 2024 eröffnete das FKFS ein in Filderstadt-Bonlanden übernommenes Klimawindkanalzentrum als topmodernes Center for Climate Comfort und somit einen zweiten Standort.
Das FKFS ist auch ein renommierter Veranstalter von Fortbildungsveranstaltungen, Fachtagungen und Tagungen, so zum Beispiel das Stuttgart International Symposium. Öffentlich und selbst finanzierte Forschungsaktivitäten sowie die direkte Einbindung in Lehrtätigkeiten der Universität Stuttgart ergänzen die Aufgaben des Instituts. 

## Geschichte
Im Jahr 1930 gründete Wunibald Kamm, der erste Ordinarius für Kraftfahrwesen und Fahrzeugmotoren an der Technischen Hochschule Stuttgart, das private und gemeinnützige Forschungsinstitut für Kraftfahrwesen und Fahrzeugmotoren Stuttgart – FKFS. Er entwickelte mit dem K-Wagen den Prototyp eines aerodynamisch innovativen Personenwagens und baute den ersten 1:1-Windkanal für Kraftfahrzeuge.
Nach 1945 wurde das Institut unter Kamms Nachfolger, Paul Riekert wiederaufgebaut. Nachdem die Schäden des Zweiten Weltkrieges behoben waren, konnte der Windkanal von der Automobilindustrie genutzt werden. Dies war ein entscheidender Beitrag zur Führungsposition Deutschlands auf dem Gebiet der Kraftfahrzeug-Aerodynamik. Riekert führte seine Arbeiten zur Fahrzeugdynamik fort und entwickelte den Stuttgarter Reibungsmesser zur Messung der Griffigkeit der Reifen-Fahrbahn-Kombination.
1971 übernahm Ulf Essers den Lehrstuhl für Kraftfahrwesen und Fahrzeugmotoren der Universität Stuttgart und wurde in Personalunion Direktor des FKFS. Neben seinen Aufgaben in Forschung und Lehre plante er den Institutsneubau auf dem Universitätsgelände in Stuttgart-Vaihingen. Die Räume wurden 1978 bezogen und 1988 um eine Windkanalanlage mit einem Modellwindkanal und einem Fahrzeugwindkanal erweitert. Essers begründete den neuen Forschungsschwerpunkt Geräuschminderung an Kraftfahrzeugen und Motoren. Neben zahlreichen Projekten zur Geräuschminderung an Motoren und Reifen wurden mehrere lärmarme Nutzfahrzeuge entwickelt und in Prototypen dargestellt. 1993 wurde der Fahrzeugwindkanal zum Aeroakustik-Kanal aufgerüstet und damit zum leistungsfähigsten Aeroakustik-Fahrzeugwindkanal Europas.
1998 folgte Jochen Wiedemann als Nachfolger von Essers auf den Lehrstuhl Kraftfahrwesen. Im gleichen Jahr wurde Michael Bargende auf den Lehrstuhl Verbrennungsmotoren (seit 2011 Fahrzeugantriebe) berufen. Die gewünschte Ergänzung erfolgte mit der Übernahme des Lehrstuhls Kraftfahrzeugmechatronik durch Hans-Christian Reuss im Jahr 2004. Den Lehrstuhl Kraftfahrwesen hat seit April 2019 Andreas Wagner inne. Er folgt damit auf Jochen Wiedemann, der Ende März 2019 in den Ruhestand ging. 2022 reagierte der Vorstand mit der Umbenennung der bisherigen Geschäftsbereiche in Fahrzeugtechnik, Fahrzeugmechatronik und Fahrzeugantriebssysteme auf die Veränderungen in der Automobilbranche. Zugleich übernahm André Casal Kulzer den Lehrstuhl Fahrzeugantriebssysteme als Nachfolger von Michael Bargende. Die drei Professoren Kulzer, Wagner und Reuss sind Vorstandsmitglieder des FKFS, der Vorsitz wechselt alle zwei Jahre.